# Бокомвілл (Луїзіана)
Бокомвілл (англ. Bawcomville) — переписна місцевість (CDP) в США, в окрузі Вачіта штату Луїзіана. Населення — 3472 особи (2020).

## Географія
Бокомвілл розташований за координатами 32°28′7″ пн. ш. 92°10′25″ зх. д. / 32.46861° пн. ш. 92.17361° зх. д. (32.468722, -92.173702).  За даними Бюро перепису населення США в 2010 році переписна місцевість мала площу 9,70 км², з яких 8,20 км² — суходіл та 1,50 км² — водойми.

## Демографія
Згідно з переписом 2010 року, у переписній місцевості мешкало 3588 осіб у 1434 домогосподарствах у складі 971 родини. Густота населення становила 370 осіб/км².  Було 1628 помешкань (168/км²).
Расовий склад населення:
| - 91,3 % — білих - 4,4 % — чорних або афроамериканців - 0,6 % — корінних американців - 2,2 % — осіб інших рас |

До двох чи більше рас належало 1,5 %. Частка іспаномовних становила 4,6 % від усіх жителів.
За віковим діапазоном населення розподілялося таким чином: 25,6 % — особи молодші 18 років, 61,3 % — особи у віці 18—64 років, 13,1 % — особи у віці 65 років та старші. Медіана віку мешканця становила 35,3 року. На 100 осіб жіночої статі у переписній місцевості припадало 100,6 чоловіків;  на 100 жінок у віці від 18 років та старших — 97,9 чоловіків також старших 18 років.
Середній дохід на одне домашнє господарство  становив 31 606 доларів США (медіана — 25 549), а середній дохід на одну сім'ю — 30 383 долари (медіана — 25 593). За межею бідності перебувало 43,9 % осіб, у тому числі 65,9 % дітей у віці до 18 років та 25,5 % осіб у віці 65 років та старших.
Цивільне працевлаштоване населення становило 1157 осіб. Основні галузі зайнятості: освіта, охорона здоров'я та соціальна допомога — 18,5 %, будівництво — 16,9 %, роздрібна торгівля — 13,1 %, виробництво — 12,6 %.